# Prilagodba
Ovo je članak o evolucijskom procesu. Za ostala značenja vidi adaptacija (razdvojba).
Adaptacija (srednjovj. lat. adaptatio: prilagodba), ili adaptivna crta, u biologiji jest crta s trenutačnom funkcionalnom ulogom u životnoj povijesti nekog organizma koja se održava i evoluira s pomoću prirodne selekcije. Adaptacija označuje i trenutačno stanje adaptiranja i dinamički evolucijski proces koji vodi adaptaciji. Adaptacije doprinose sposobnosti opstanka i preživljenju jedinke. Dok rastu i razvijaju se, organizmi se suočavaju sa sukcesijom okolišnih promjena, a opremljeni su adaptivnom plastičnošću dok se fenotip njihovih crta razvija kao odgovor na nametnute uvjete. Razvojna reaktivna norma za svaku crtu bitna je radi korekcije adaptacije jer dopušta neku vrstu biološkog osiguranja ili gipkosti na promjenjive okoliše.

## Opći principi

### Definicije
Sljedeće je definicije uglavnom oblikovao Theodosius Dobzhansky.
1. Adaptacija je evolucijski proces kojim neki organizam postaje sposobniji živjeti u svojem habitatu ili habitatima.
2. Adaptivnost je stanje adaptiranja: stupanj do kojeg je organizam sposoban živjeti i razmnožavati se u zadanom skupu habitatâ.
3. Adaptivna crta jest aspekt razvojnog obrasca organizma koji omogućuje ili unaprjeđuje vjerojatnost preživljenja i razmnožavanja tog organizma.

## Više informacija
- adaptivna memorija
- adaptivna mutacija
- adaptivna radijacija
- egzaptacija
- ekološka zamka
- evolucijska fiziologija
- evolvabilnost
- eksperimentalna evolucija
- fenotipska plastičnost
- intragernomski konflikt
- koadaptacija
- koevolucija
- mimikrija
- neutralna teorija molekularne evolucije
- polimorfizam (biologija)